# Иодид вольфрама(IV)
Иодид вольфрама(IV) — неорганическое соединение, соль металла вольфрама и иодоводородной кислоты с формулой WI4,
чёрные кристаллы,
не растворяется в холодной воде.

## Получение
- Реакция хлорида вольфрама(VI) с иодоводородной кислотой:

{\displaystyle {\mathsf {WCl_{6}+6HI\ {\xrightarrow {T}}\ WI_{4}+6HCl+I_{2}}}}
- Реакция хлорида вольфрама(IV) с иодоводородной кислотой:

{\displaystyle {\mathsf {WCl_{4}+4HI\ {\xrightarrow {T}}\ WI_{4}+4HCl}}}

## Физические свойства
Иодид вольфрама(IV) образует чёрные кристаллы,
не растворимые в холодной воде, диэтиловом эфире, хлороформе.
Растворяется в этаноле.

## Химические свойства
- Разлагается при нагревании в вакууме:

{\displaystyle {\mathsf {WI_{4}\ {\xrightarrow {T}}\ WI_{2}+I_{2}}}}
- Гидролизуется в горячей воде:

{\displaystyle {\mathsf {WI_{4}+2H_{2}O\ {\xrightarrow {80^{o}C}}\ WO_{2}+4HI}}}
- Реагирует с хлором и бромом:

{\displaystyle {\mathsf {WI_{4}+2Cl_{2}\ {\xrightarrow {18^{o}C}}\ WCl_{4}+2I_{2}}}}
{\displaystyle {\mathsf {WI_{4}+2Br_{2}\ {\xrightarrow {100^{o}C}}\ WBr_{4}+2I_{2}}}}